# Французские Предальпы
Французские Предальпы (фр. Préalpes françaises) — горные массивы средней высоты, формирующие западную часть Альп. Состоят из следующих массивов (с севера на юг):
- Шабле[фр.]
- Жифр[фр.]
- Борн[фр.]-Аравис[фр.]
- Бож[фр.]
- Шартрёз[фр.]
- Веркор
- Деволюи[фр.]-Бюэш[фр.]
- Диуа[фр.]-Баронни[фр.]
- Воклюзские горы[фр.]-Люберон
- Динские Предальпы[фр.]
- Кастелланские Предальпы[фр.]
- Ниццкие Предальпы[фр.]

и части следующих горных массивов:
- Меркантур[фр.]
- Массив Трёх епископств[фр.]
- Пела[фр.]